# Адждабия
Аджда́бия (араб. إجدابيا‎) — город в северной части Ливии, в 10 километрах от побережья Средиземного моря (залив Сидра), в 160 км к югу от Бенгази. Столица муниципалитета Эль-Вахат.
В городе имелась железнодорожная станция, однако с 1965 года дорога не функционирует и разобрана (см. Железнодорожный транспорт в Ливии).
В период римского владычества здесь располагалась военная крепость Корникланум.
С 1917 по 1922 год Адждабия была столицей государства Киренаика.
В городе сохранились мечети, построенные в X и XVI веках.